# Локални избори у Босни и Херцеговини 2012.
Локални избори у Босни и Херцеговини 2012. су одржани 7. октобра. За изборе су била пријављена укупно 383 политичка субјекта, и то 59 коалиција, 84 политичке странке, 16 листа независних кандидата и 224 независна кандидата. Укупно је за изборе био овјерен 30.351 кандидат. На централни бирачки списак за ове изборе било је уписано укупно 3.144.296 бирача, а било је отворено више од 5.000 бирачких мјеста. Грађани су на изборима бирали одборнике у 58 скупштина општина и 5 скупштина градова у Републици Српској, у 78 општинских вијећа у Федерацији БиХ и у скупштину Дистрикта Брчко. Бирано је и 135 начелника општина и 5 градоначелника.

## Резултати
Највећи број мандата за начелнике освојили су кандидати Странке демократске акције (37). Затим по броју освојених начелничких мандата слиједе кандидати Српске демократске странке (27), Савеза независних социјалдемократа (20), Хрватске демократске заједнице БиХ (13), Социјалдемократске партије БиХ (10), и Хрватске демократске заједнице 1990 (3). По два начелничка мандата освојили су кандидати Савеза за бољу будућност БиХ и Демократског народног савеза, а по један кандидати Странке демократске активности, Народне странке Радом за бољитак, Социјалдемократске уније БиХ, Народне демократске странке, Српске радикалне странке РС, Хрватске странке права БиХ и Српске напредне странке. Преосталих 19 начелничких мандата освојили су кандидати разних коалиција и независни кандидати.
- Резултати избора за начелнике општина и градова
- Резултати избора за скупштине општина и градова

### Република Српска
Највише начелничких мандата у Републици Српској добили су кандидати Српске демократске странке, затим слиједе кандидати Савеза независних социјалдемократа, па кандидати разних коалиција, независни кандидати и кандидати других политичких партија. У 33 локалне скупштине највећи број одборничких мандата освојио је Савез независних социјалдемократа, а у 23 Српска демократска странка, док су у преосталих 6 локалних скупштина највећи број мандата освојили кандидати коалиција и других политичких партија.
| Политички субјекат              | Бр. освојених начелничких мандата | Бр. општина/градова са највише освојених гласова за одборнике |
| ------------------------------- | --------------------------------- | ------------------------------------------------------------- |
| СДС                             | 27                                | 23                                                            |
| СНСД                            | 17                                | 33                                                            |
| ДНС                             | 2                                 | 2                                                             |
| СДА                             | 1                                 | 1                                                             |
| НДС                             | 1                                 | -                                                             |
| СРС РС                          | 1                                 | -                                                             |
| СНС                             | 1                                 | -                                                             |
| ХДЗ БиХ                         | -                                 | 1                                                             |
| Коалиције и независни кандидати | 12                                | 2                                                             |
| Укупно (без БД)                 | 62                                | 62                                                            |
| Извор: ЦИК                      |                                   |                                                               |

### Федерација БиХ
| Политички субјекат              | Бр. освојених начелничких мандата | Бр. општина/градова са највише освојених гласова за одборнике |
| ------------------------------- | --------------------------------- | ------------------------------------------------------------- |
| СДА                             | 36                                | 40                                                            |
| ХДЗ БиХ                         | 12                                | 18                                                            |
| СДП БиХ                         | 10                                | 8                                                             |
| СНСД                            | 3                                 | 5                                                             |
| ХДЗ 1990                        | 3                                 | 1                                                             |
| СББ БиХ                         | 2                                 | 1                                                             |
| А-СДА                           | 1                                 | 1                                                             |
| НСРзБ                           | 1                                 | 1                                                             |
| СДУ БиХ                         | 1                                 | -                                                             |
| ХСП БиХ                         | 1                                 | -                                                             |
| Коалиције и независни кандидати | 1                                 | 7                                                             |
| Укупно (без БД)                 | 77                                | 76                                                            |
| Извор: ЦИК                      |                                   |                                                               |

### Брчко дистрикт
| Политички субјекат | Број одборника |
| ------------------ | -------------- |
| СДП БиХ            | 6              |
| СНСД — ДНС         | 4              |
| СДС                | 4              |
| СББ БиХ            | 3              |
| СДА                | 3              |
| СП — ПУП — ДП      | 3              |
| ХДЗ БиХ            | 2              |
| ХСС                | 2              |
| СзБиХ              | 2              |
| ПДП — СНС          | 2              |
| Укупно             | 31             |
| Извор: ЦИК         |                |